# Kniaża (Ukraina)
Kniaża (ukr. Княжа) – wieś na Ukrainie, w obwodzie czerkaskim, w rejonie zwinogródzkim, siedziba administracyjna rady wiejskiej. W 2023 roku liczyła 1138 mieszkańców.

## Historia
Pierwsze wzmianki o wsi Kniaża pochodzą z lat 1732–1733, kiedy to liczyła 22 dymy. W tym czasie szlachta rosyjska otrzymywała liczne nadania ziemskie na Ukrainie. Książę Grigorij Potiomkin podarował swoim rodzicom swoje ukraińskie dobra. Wchodząca w ich skład włość Kozackie, do której należała Kniaża, znalazła się potem w rękach siostrzenicy Potiomkina, Barbary Engelhardt. Ta zaś wniosła ją w posagu Siergiejowi Golicynowi (zm. 1810). Kolejnym właścicielem wsi był ich syn Grigorij Siergiejewicz Golicyn (1779–1848), który zaangażował się w produkcję cukru. W tym czasie we wsi funkcjonowała cukrownia, gorzelnia i młyn wodny. Po śmierci Golicyna majątek poprzez małżeństwa jego córek znalazł się w posiadaniu Wranglów i Kurakinów. 
W 1900 r. we wsi było 561 domów i 2622 mieszkańców. Znajdowały się tu cerkiew prawosławna (zbudowana w 1868 r.), szkoła przycerkiewna, 29 wiatraków, dwie kuźnie, wiejski bank, piekarnia, straż pożarna.
W czasie wojny domowej mieszkańcy Kniaży uczestniczyli w 1918 r. w lokalnym powstaniu zwinogródzko-taraszczańskim przeciwko austro-węgiersko-niemieckim okupantom i władzom Hetmanatu. 
W 1919 r. podczas I pochodu zimowego we wsi przebywały oddziały Armii Czynnej URL, które otrzymały wsparcie mieszkańców.
W 1920 r. wraz z ustanowieniem władzy sowieckiej we wsi powołano komitet niezamożnych włościan. W 1929 r. zorganizowano tu przez pięć arteli rolnych, które w 1930 r. połączono w kołchoz. Na początku kolektywizacji we wsi istniały szkoła, cerkiew i 7 wiatraków.
W czasie II wojny światowej 267 mieszkańców wsi walczyło na froncie z Niemcami. 123 z nich otrzymało ordery i odznaczenia, 157 zginęło. W 1967 r. w Kniaży wzniesiono obelisk na cześć mieszkańców poległych w wielkiej wojnie ojczyźnianej.
Na początku lat 70. XX w. we wsi mieściła się siedziba Kołchozu im. Kalinina, który posiadał 3900 ha użytków rolnych, w tym 3500 ha gruntów ornych. Gospodarstwo prowadziło uprawę zbóż i roślin przemysłowych, a także chów zwierząt pod kątem produkcji mleczarskiej i mięsnej. Dodatkowo zajmowano się pszczelarstwem. Działy młyn walcowy, olejarnia i tartak.
Również w tym czasie we wsi funkcjonowały ogólnokształcąca szkoła średnia (liceum), dom kultury z salą widowiskową na 450 miejsc, dwie biblioteki z księgozbiorem liczącym ok. 22 000 wolumenów, punkt felczersko-akuszerski, punkt połogowy, warsztat naprawy i szycia odzieży oraz butów.

## Współczesność
We wsi działa przedsiębiorstwo rolne "Kniaża" (СТОВ «Княжа»). W 2006 r. we wsi założono linię gazową, a w 2007 r. położono dodatkową linię telefoniczną.